# 八渡镇 (陇县)
八渡镇，是中华人民共和国陕西省宝鸡市陇县下辖的一个乡镇级行政单位。

## 行政区划
八渡镇下辖以下地区：
杨家庄村、西坡村、高楼村、桃园村、大力村、党家河村和沙盆沟村。